# 쓰카다 쇼고
쓰카다 쇼고(일본어: 塚田 翔悟, 1993년 5월 2일 ~ )는 일본의 전 축구 선수이다.

## 구단 경력
그는 2016년부터 2017년까지 J리그의 가고시마 유나이티드 FC에서 활동하였다.